# Termodynamická rovnováha
Stav termodynamické rovnováhy je nejobecnější stav rovnováhy, v němž jsou při daných podmínkách fyzikální makrosystémy ustálené, a to nejen z hlediska tepelného kontaktu, ale i fyzikálního a chemického složení (daného fázemi a složkami), silových působení a emitovaného a absorbovaného záření - zahrnuje tedy v sobě i rovnováhu chemickou, mechanickou i vyzařovací. 
V rovnováze lze termodynamický systém popsat pomocí malého počtu parametrů. Systém se pak nachází v tzv. stavovém prostoru daném těmito parametry (např. tlak, teplota a počet částic v případě ideálního plynu). Systém je i v tepelné rovnováze, teplota je proto ve všech částech systému stejná (tj. je homogenní).
Dva termodynamické systémy v rovnovážném stavu jsou ve vzájemné rovnováze, pokud se po uvedení do vzájemného kontaktu jejich termodynamický stav nezmění. Charakter rovnováhy závisí na typu kontaktu, příkladem je tepelná rovnováha (kontakt přes diatermální stěnu, nastává při rovnosti teplot), mechanická rovnováha (např. kontakt plynů přes pohyblivou stěnu, nastává při rovnosti tlaků) nebo chemická rovnováha (výměna částic, nastává při rovnosti chemických potenciálů).
Termodynamika vychází ze dvou postulátů, formulovaných pro termodynamickou rovnováhu:

## 1. postulát termodynamiky
Každý makroskopický systém dospěje po určitém relaxačním čase v daných, časově neměnných podmínkách, do stavu termodynamické rovnováhy.
Libovolný izolovaný systém po uplynutí určité doby dospěje do rovnovážného stavu, který není nikdy spontánně narušen.

## 2. postulát termodynamiky
Stav termodynamické rovnováhy termicky homogenního systému je jednoznačně určen souborem vnějších parametrů a jedním vnitřním parametrem a všechny ostatní vnitřní jsou vyjádřeny jako jejich funkce.
Stav systému v rovnováze je jednoznačně určen souborem všech vnějších parametrů a jediným parametrem vnitřním.